# Líneas Aéreas Privadas Argentinas
Líneas Aéreas Privadas Argentinas était une compagnie aérienne argentine.

## Histoire
La compagnie commença ses activités en 1977. LAPA fut la première compagnie à briser le monopole détenu par Aerolíneas Argentinas et sa filiale Austral Líneas Aéreas en proposant des vols à prix compétitif. La société fit banqueroute en 2003 et la plupart de ses actifs sont maintenant propriété de Líneas Aéreas Federales (en).

### Accidents
Le 31 août 1999, un Boeing 737-200 de LAPA s'écrase au décollage de l'aéroport Jorge Newbery de Buenos Aires, provoquant la mort de 65 personnes dont deux automobilistes au sol. Le vol LAPA 3142 sort de la piste lors du décollage, percute deux voitures avant d'être détruit par l'incendie qui s'ensuivit.
Le rapport de l'enquête officielle conclut à « une déficience de l'équipage à correctement déployer les volets en dépit d'un avertissement oral sur la configuration ».
Cet accident fait partie d"une série documentaire de National Géographic Channel, Air Crash intitulé "Discussions Mortelles - Vol LAPA 3142" (Saison 17 épisode 9)

### Film
Dans le film Whisky Romeo Zulu sorti en 2005, le personnage principal est un ancien pilote de LAPA, joué par lui-même, qui avait prévu l'accident du 31 août 1999 décrit ci-dessus.

## Flotte

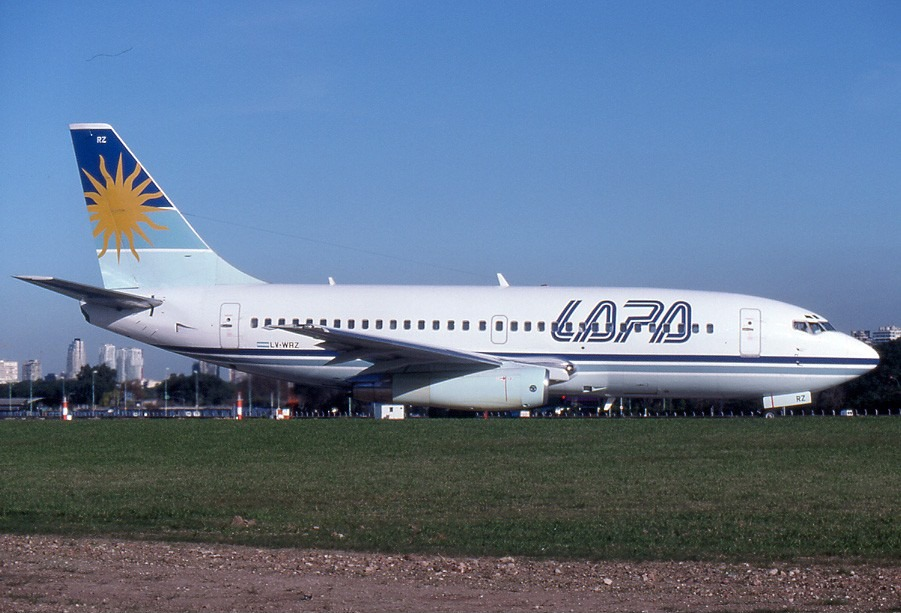
Le Boeing 737 LV-WRZ de LAPA

- 2 Saab 340
- 9 Boeing 737-700
- 2 Boeing 757-200
- 1 Boeing 767-300